# ビルバオ美術館
ビルバオ美術館（スペイン語: Museo de Bellas Artes de Bilbao, バスク語 : Bilboko Arte Ederren Museoa, 英語: Bilbao Fine Arts Museum）は、スペイン・バスク州ビスカヤ県ビルバオにある美術館。ドニャ・カシルダ・イトゥリサル公園の敷地内に位置している。
ビルバオ・グッゲンハイム美術館に次いで、バスク州で2番目に規模の大きな美術館であり、バスク州でも来館者数の多い美術館のひとつである。ドニャ・カシルダ・イトゥリサル公園の北辺はアバンドイバラ地区の再開発地区に接しており、ビルバオ・グッゲンハイム美術館、アルオンディガ・ビルバオ、エウスカルドゥナ国際会議場・コンサートホール、イベルドローラ・タワーなどに近い。ビルバオ・トラムではサビノ・アラナ停留所が、メトロ・ビルバオではモジュア駅が最寄り駅である。

## 歴史

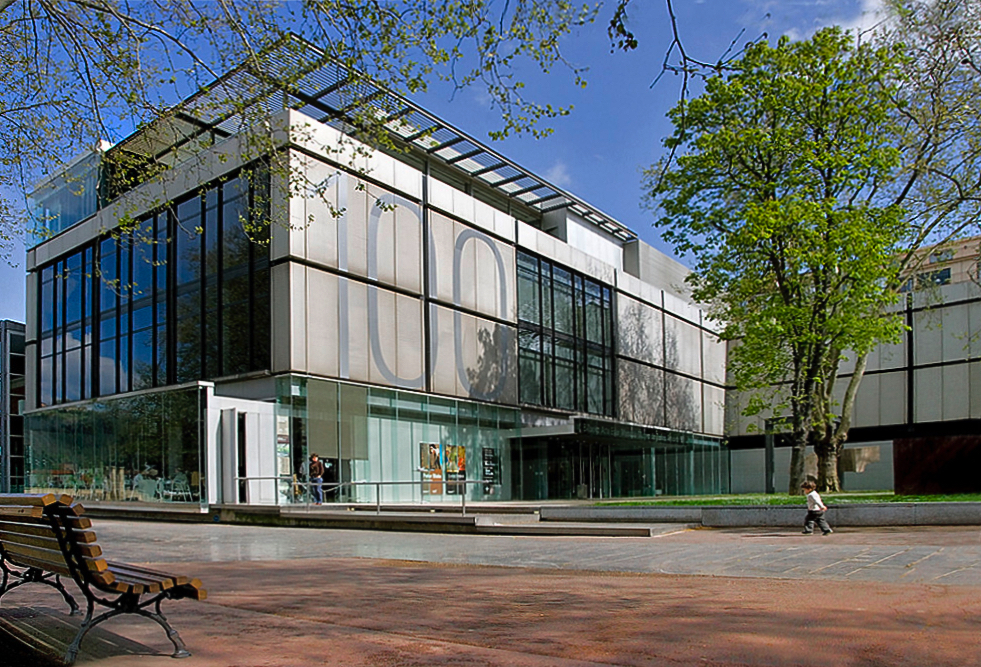
2004年完成の新館

1914年に開館したビルバオ美術館（Museo de Bellas Artes de Bilbao）、1924年に開館した現代美術館（Museo de Arte Moderno）の収蔵作品を総合したものがビルバオ美術館の収蔵作品の基となっている。地元機関や個人収集家からの寄贈、美術館による購入によって、その後の基本的なコレクションが形成された。現在の本館は1966年に改装された。2001年にはリニューアルオープンし、敷地面積が6,500m2に拡大された。2004年には新館が完成し、旧館とは廊下で結ばれている。旧館では主に中世から近代の作品を、新館では主に現代の作品を展示している。2010年の入館者数は192,000人、2011年の入館者数は260,000人、2011年の入館者数は295,655人だった。

## コレクション
絵画、彫刻、デッサン、版画、装飾芸術などの分野で、12世紀から現在までの約8,000点を所蔵している。エル・グレコ、バルトロメ・エステバン・ムリーリョ、フランシスコ・デ・ゴヤなどスペインの画家の作品に加え、アンソニー・ヴァン・ダイク、ヤーコプ・ファン・ロイスダール、ベルナルド・ベッロット、メアリー・カサット、ルーカス・クラナッハ、ポール・ゴーギャン、ジェームズ・アンソール、フランシス・ベーコンなどの作品もあり、中世から現代にかけての非常に包括的なコレクションとなっている。日本の作家では歌川国貞や歌川広重の浮世絵を収蔵している。

### 近世
- カタルーニャの無名画家: Descent and The Flood or Noah's Ark - （13世紀後半）
- バルトロメ・ベルメホ: Flagellation of Saint Engracia - （1474年-1478年）
- ディエゴ・デ・ラ・クルス: Christ of Pity - （1485年）
- ミヒェル・エルハルト: Saint Ana, the Virgin and Child - （1485年-1490年）
- ルーカス・クラナッハ: Lucrecia - （1530年）
- アンブロシウス・ベンソン: Pietà at the Foot of the Cross, (fragment) - （1530年）
- アントニス・モル: フィリップ2世の肖像 - （1549年-1550年）
- ヤン・マンデイン: Burlesque Feast - （1550年）
- マールテン・デ・フォス: The Abduction of Europa - （1590年）
- エル・グレコ: 受胎告知 - （1596年-1600年）
- ホセ・デ・リベーラ: St. Sebastian cured by the Holy Women - （1621年）
- オラツィオ・ジェンティレスキ:『ロトとその娘たち』 - （1628年）
- アンソニー・ヴァン・ダイク: Lamentation over the Dead Christ - （1634-1640年）
- バルトロメ・エステバン・ムリーリョ: St. Lesmes - （1655年）
- フランシスコ・デ・スルバラン: The Virgin with the Child Jesus and the Child St. John - （1662年）
- フアン・デ・アレジャーノ: Basket of Flowers - （1671年）
- アブラハム・ミグノン - Garland of Flowers（1675年）

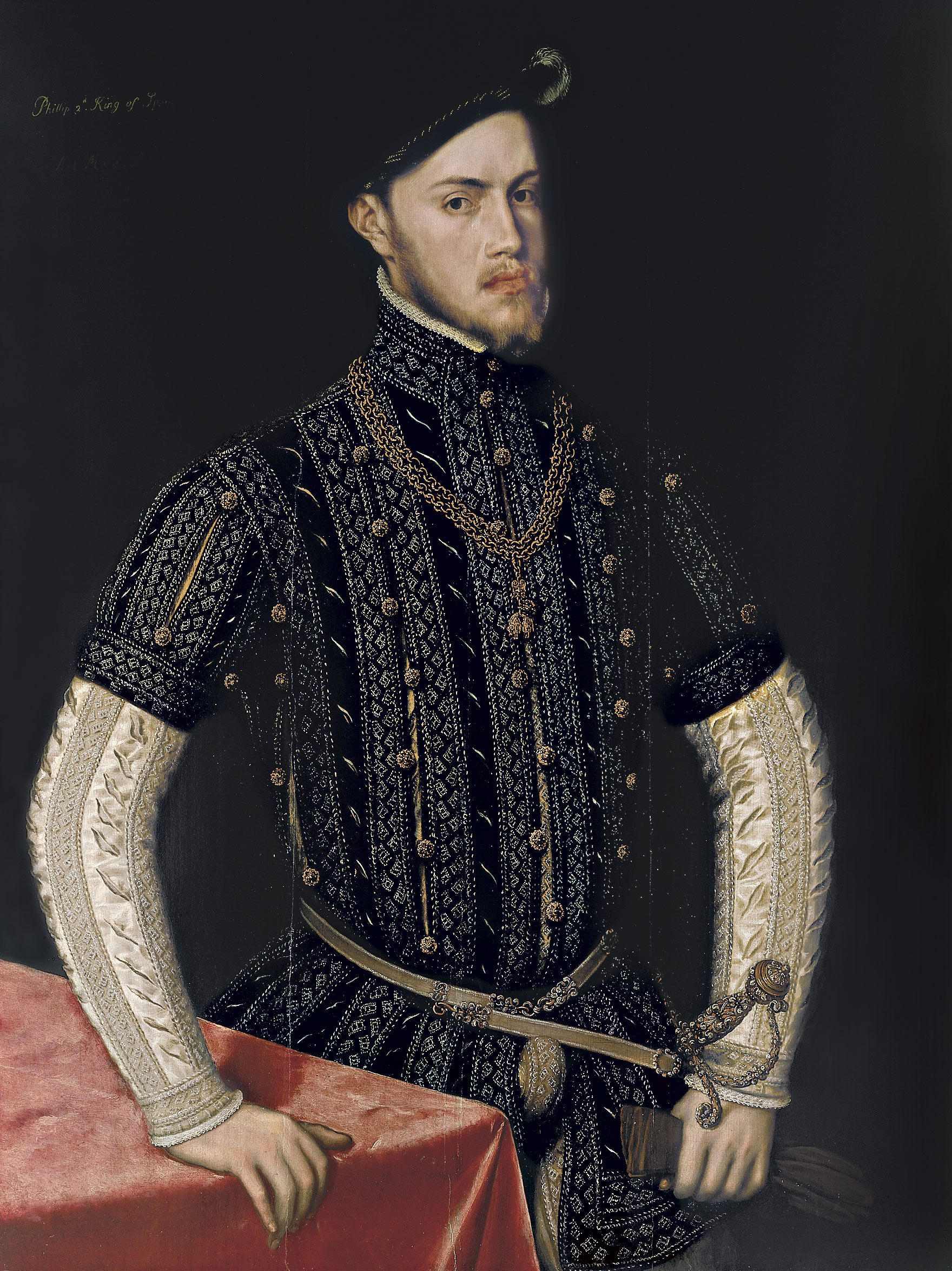
アントニス・モル - フェリペ2世
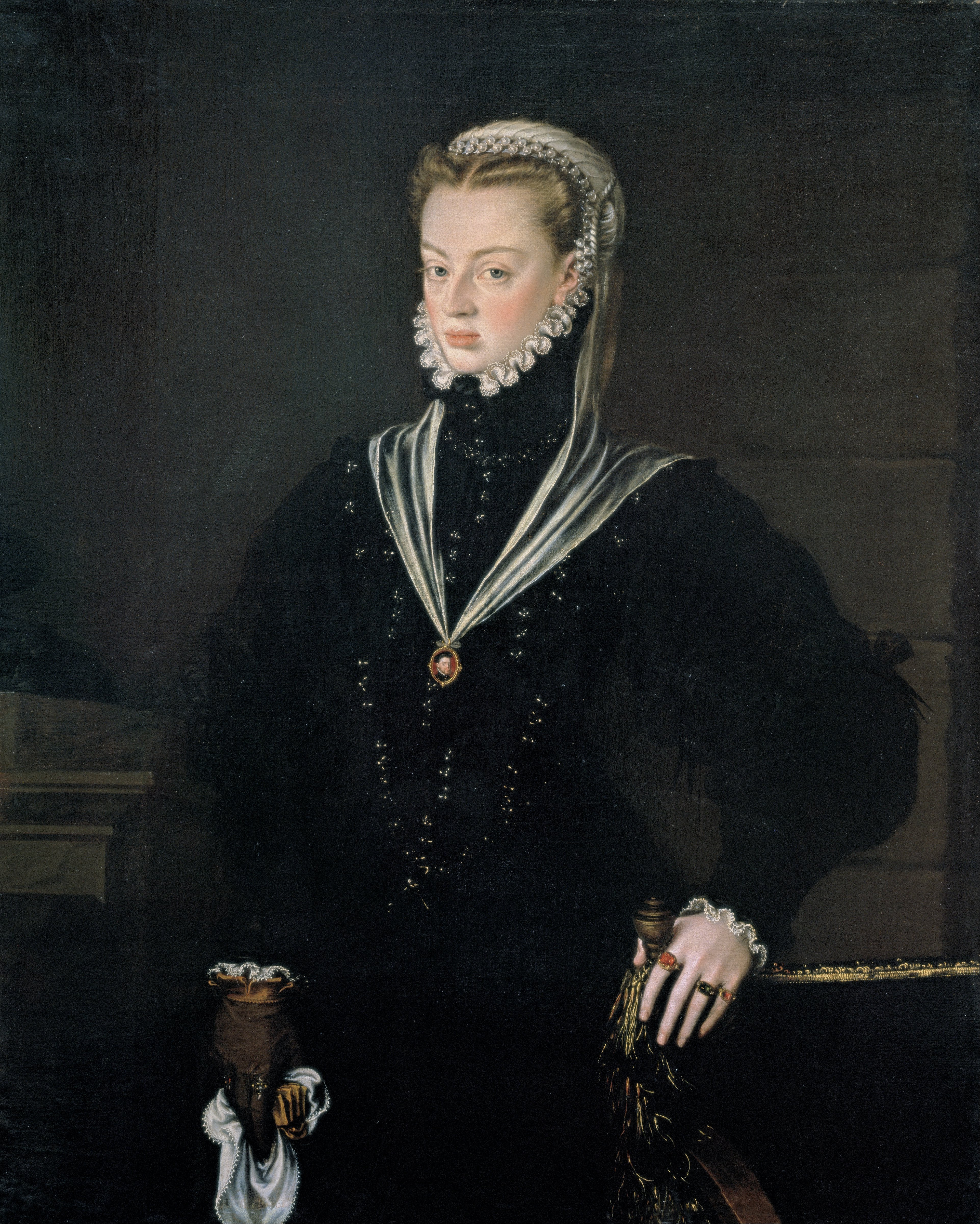
アロンソ・サンチェス・コエリョ - Retrato de doña Juana de Austria, princesa de Portugal
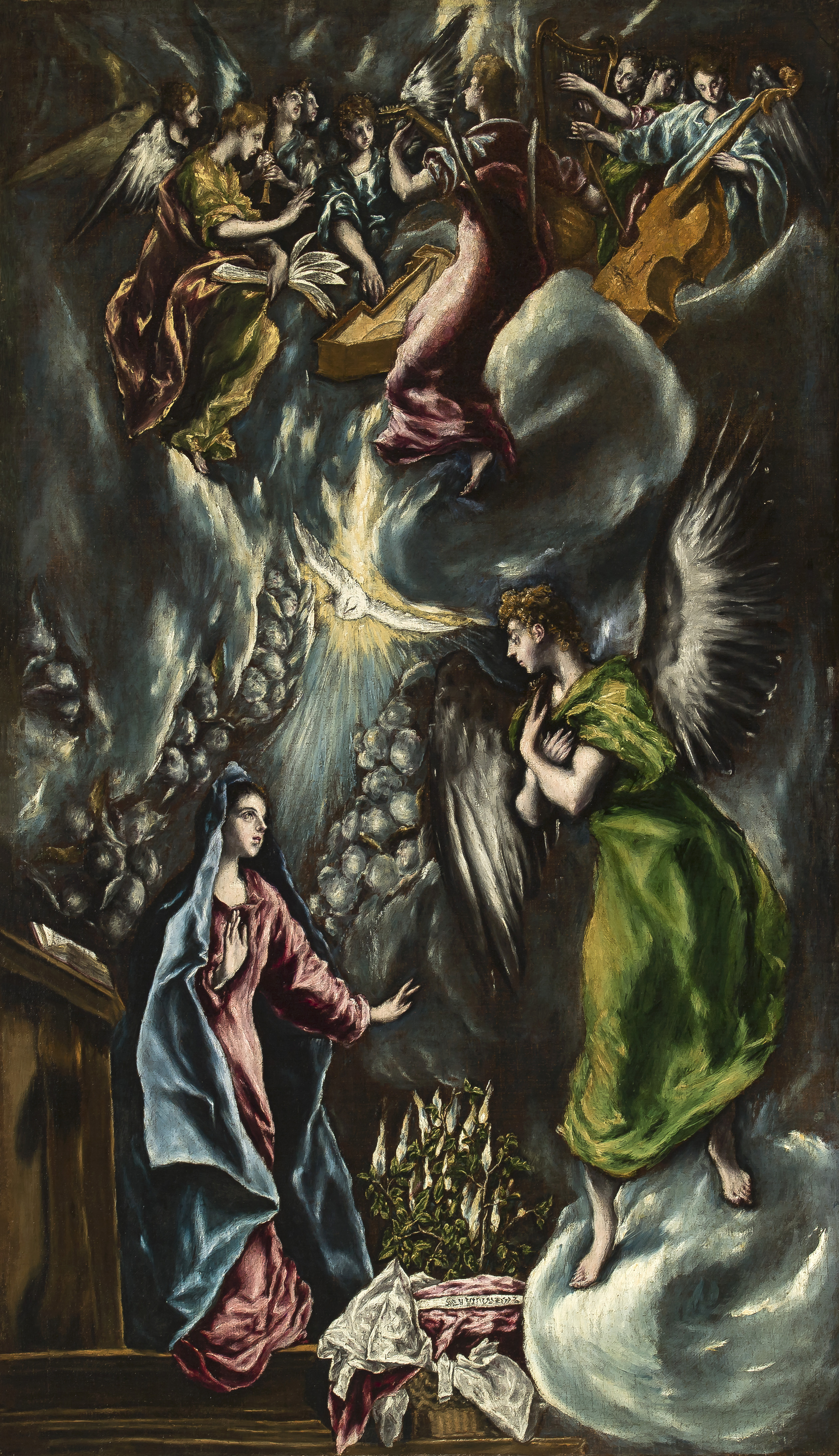
エル・グレコ - 受胎告知
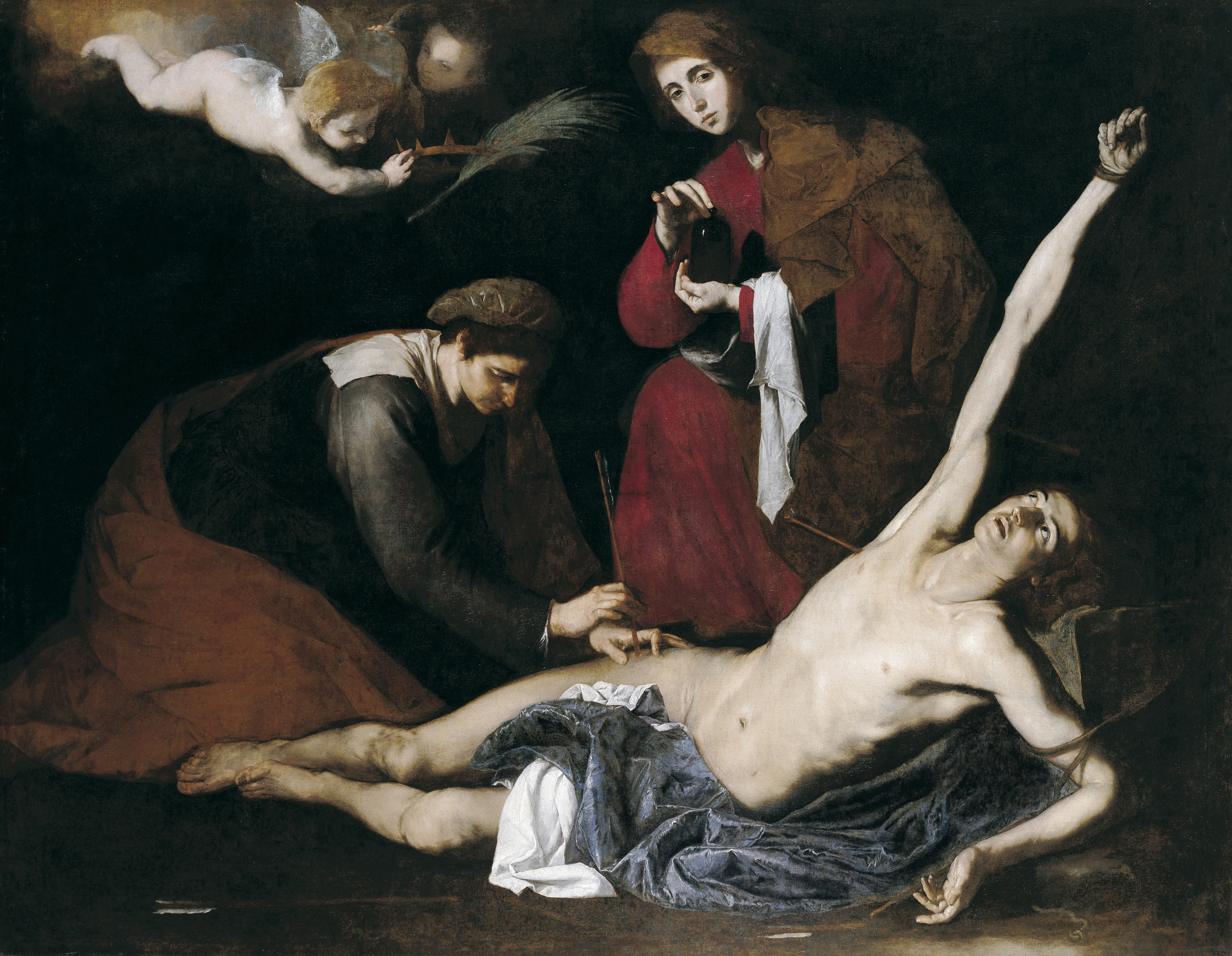
ホセ・デ・リベーラ - St. Sebastian cured by the Holy Women
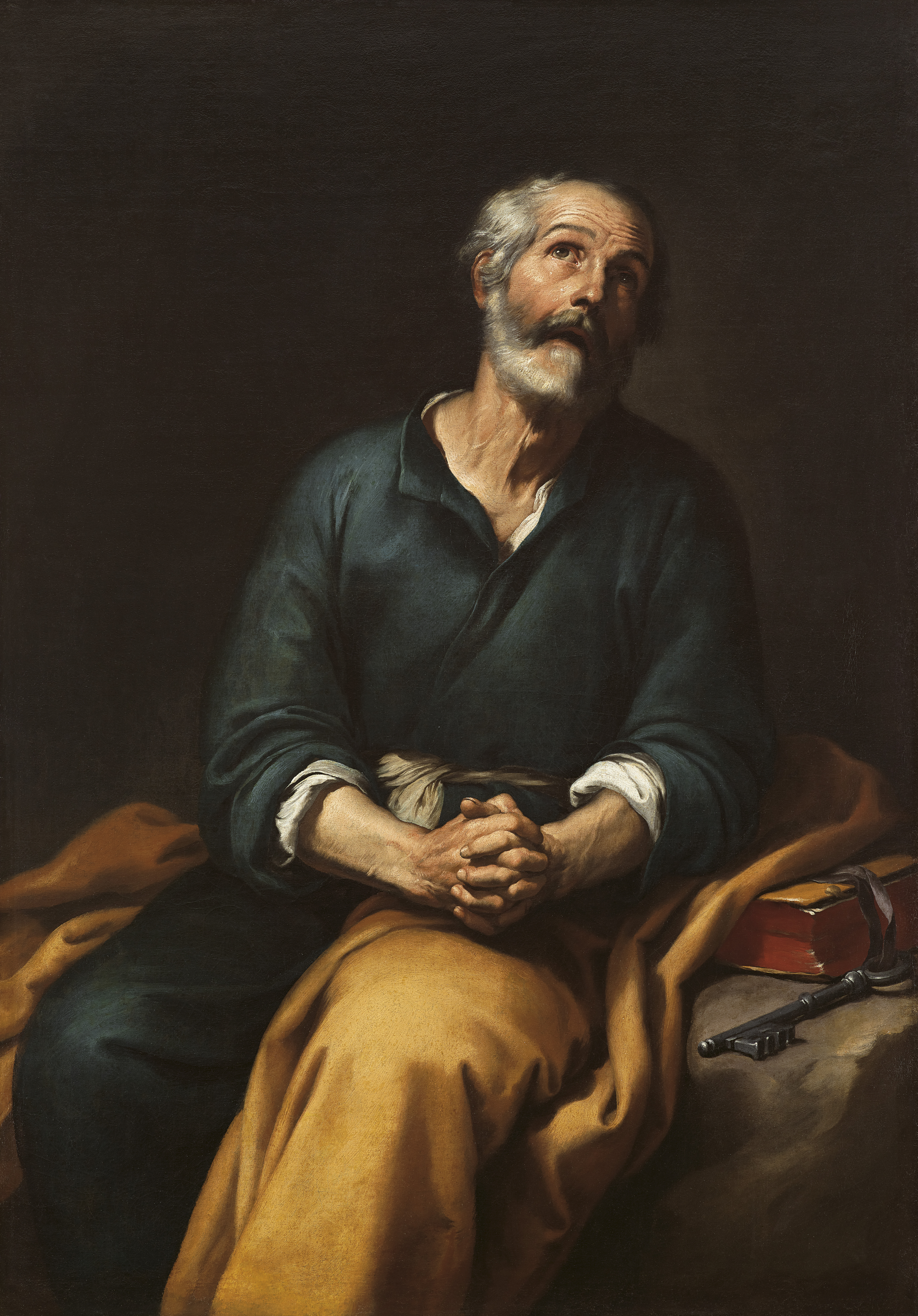
バルトロメ・エステバン・ムリーリョ - San Pedro en lágrimas
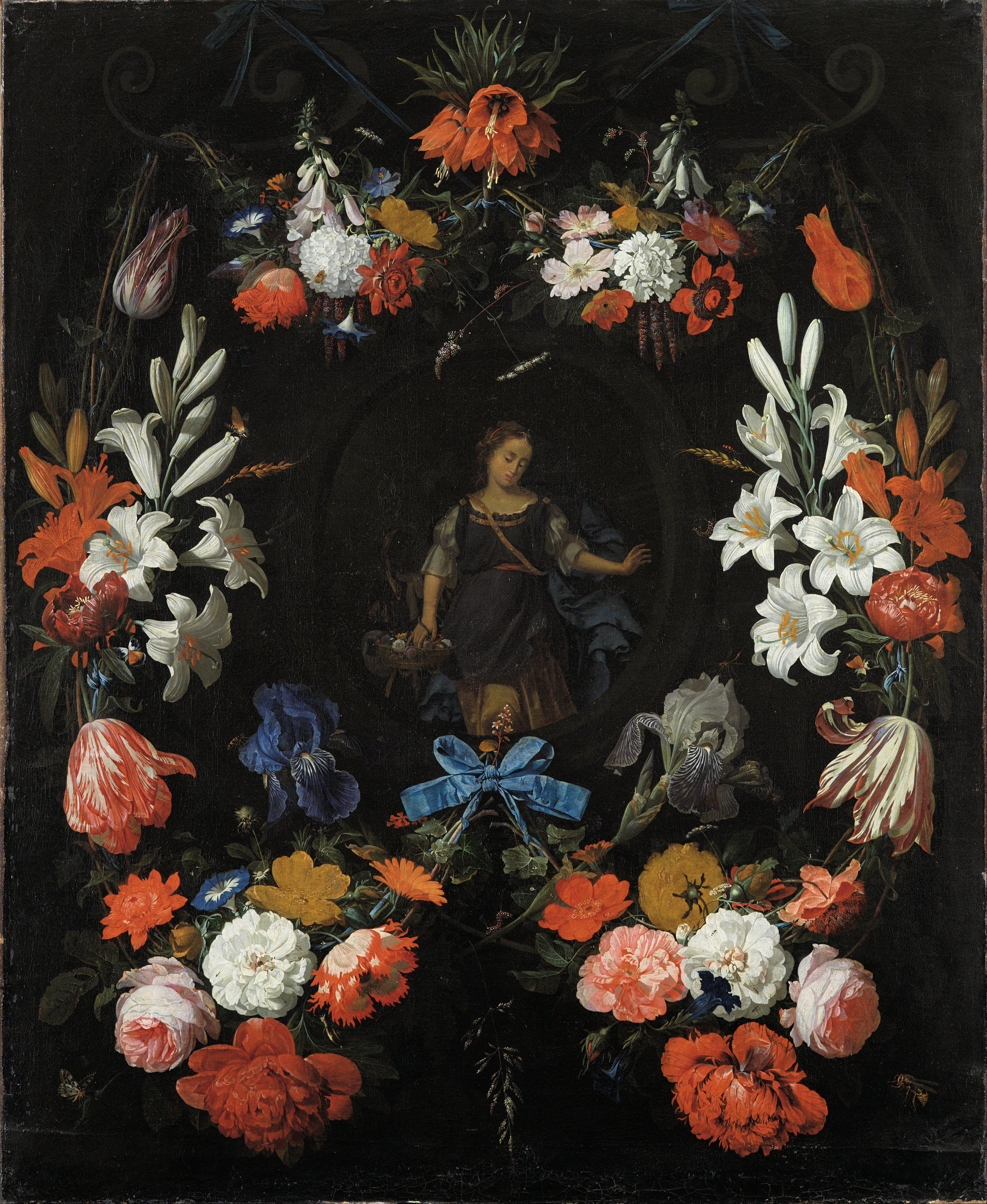
アブラハム・ミグノン - Garland of Flowers

### 近代
- ベルナルド・ベッロット: Landscape with Palace or Architectural Capriccio with Palace - （1765年-1766年）
- ルイス・メレンデス: Still-Life with Fruit and Jug - （1773年）
- ルイス・パレット・イ・アルカサル: View of the Arenal at Bilbao - （1783年-1784年）
- フランシスコ・デ・ゴヤ: マルティン・サパテールの肖像 - （1797年）
- 歌川国貞: 歌舞伎役者 - （1815年）
- 歌川広重: 東海道五十三次 府中宿（1831年）
- 歌川広重: 東海道五十三次 草津宿（1831年）
- メアリー・カサット: 子どもを抱えたまま座る女性 - （1890年）
- ホアキン・ソロージャ: The Relic - （1893年）
- フランシスコ・ドゥリオ: Head of Christ - （1895年-1896年）
- ポール・セザンヌ: 水浴 - （1896年-1898年）
- ポール・ゴーギャン: 洗濯する女たち - （1888年）
- ダリオ・デ・レゴヨス: Bathing in Rentería. Soir Eléctrique - （1899年）

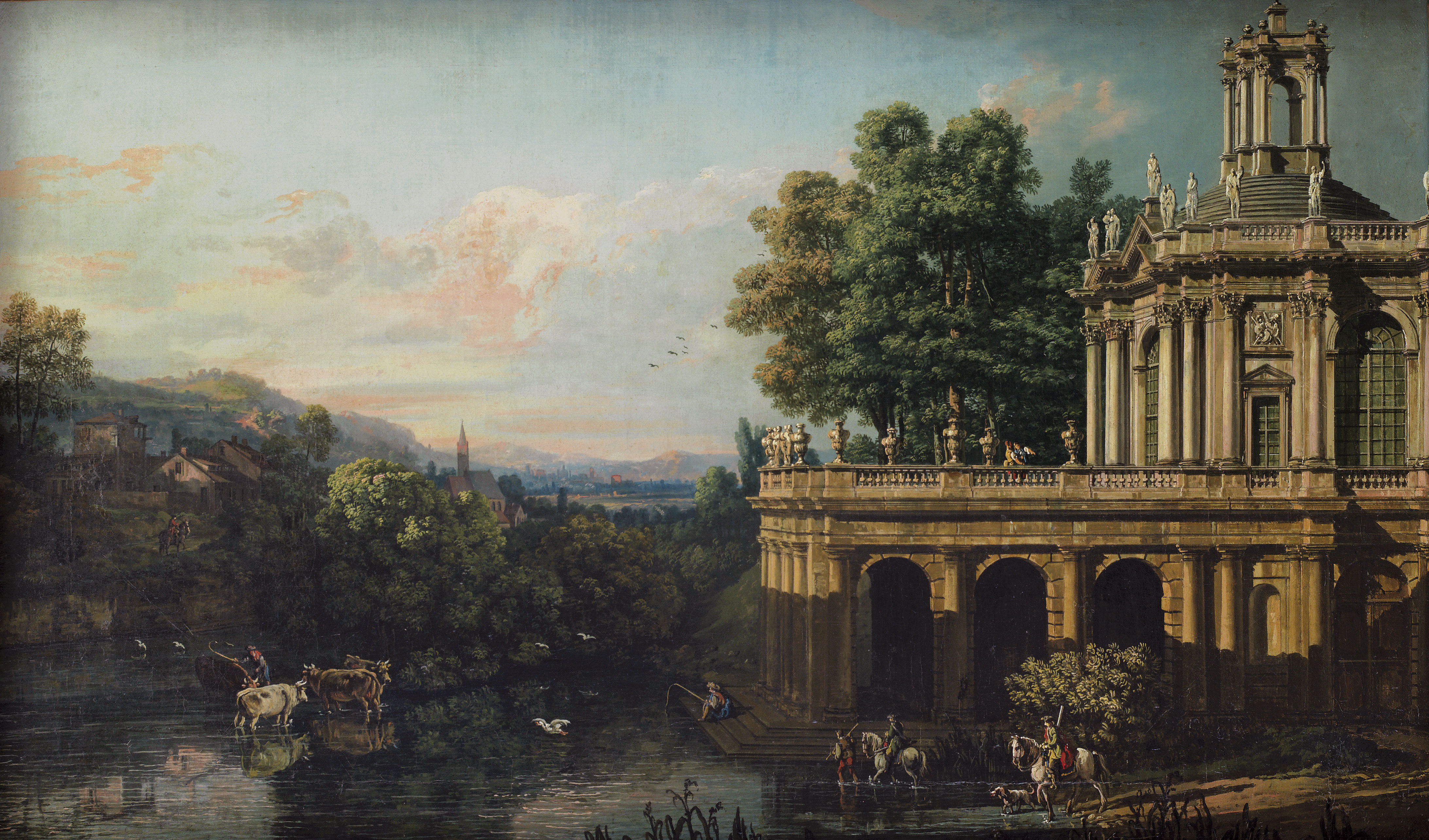
ベルナルド・ベッロット - Architectural Caprice with a Palace
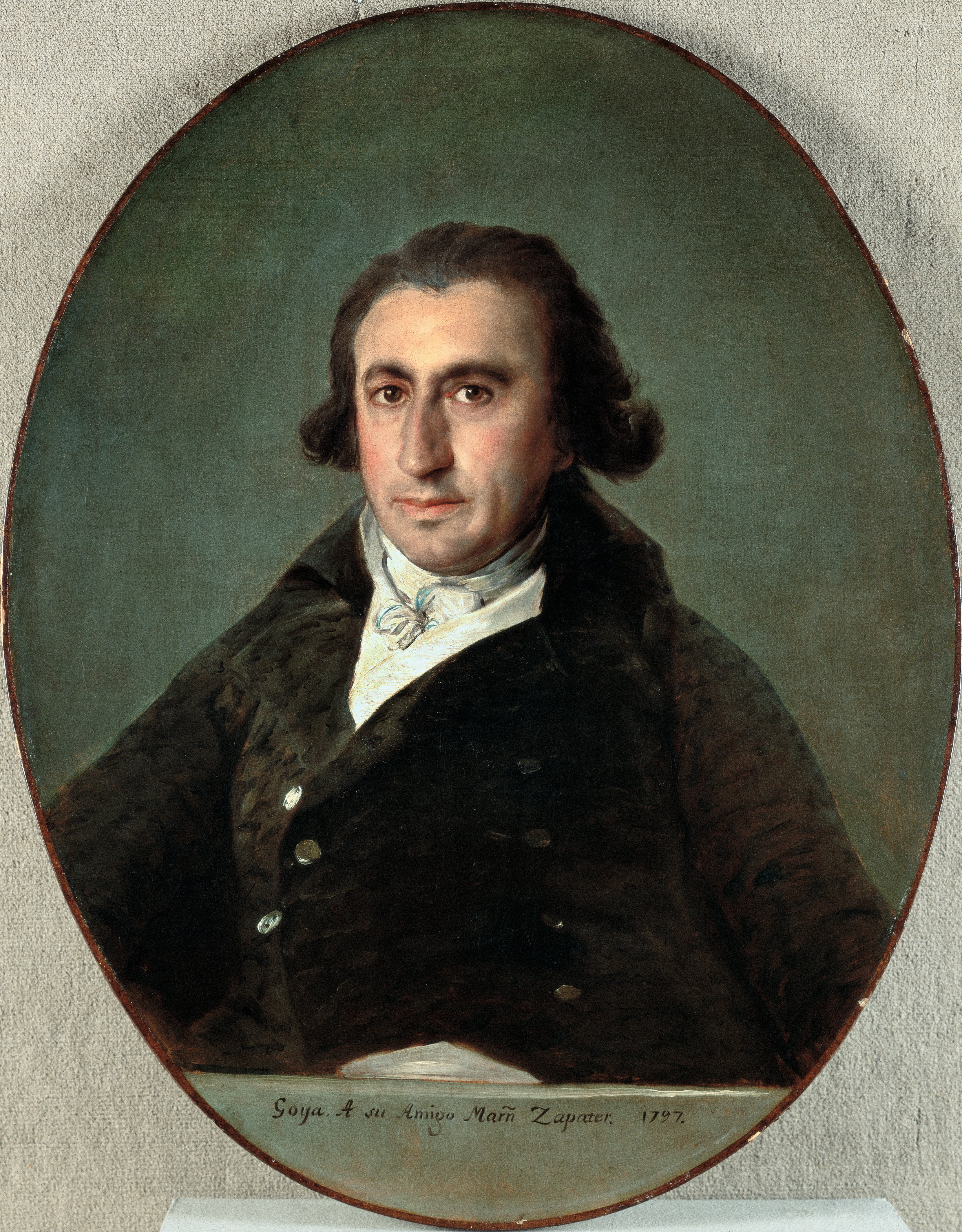
フランシスコ・デ・ゴヤ - マルティン・サパテールの肖像
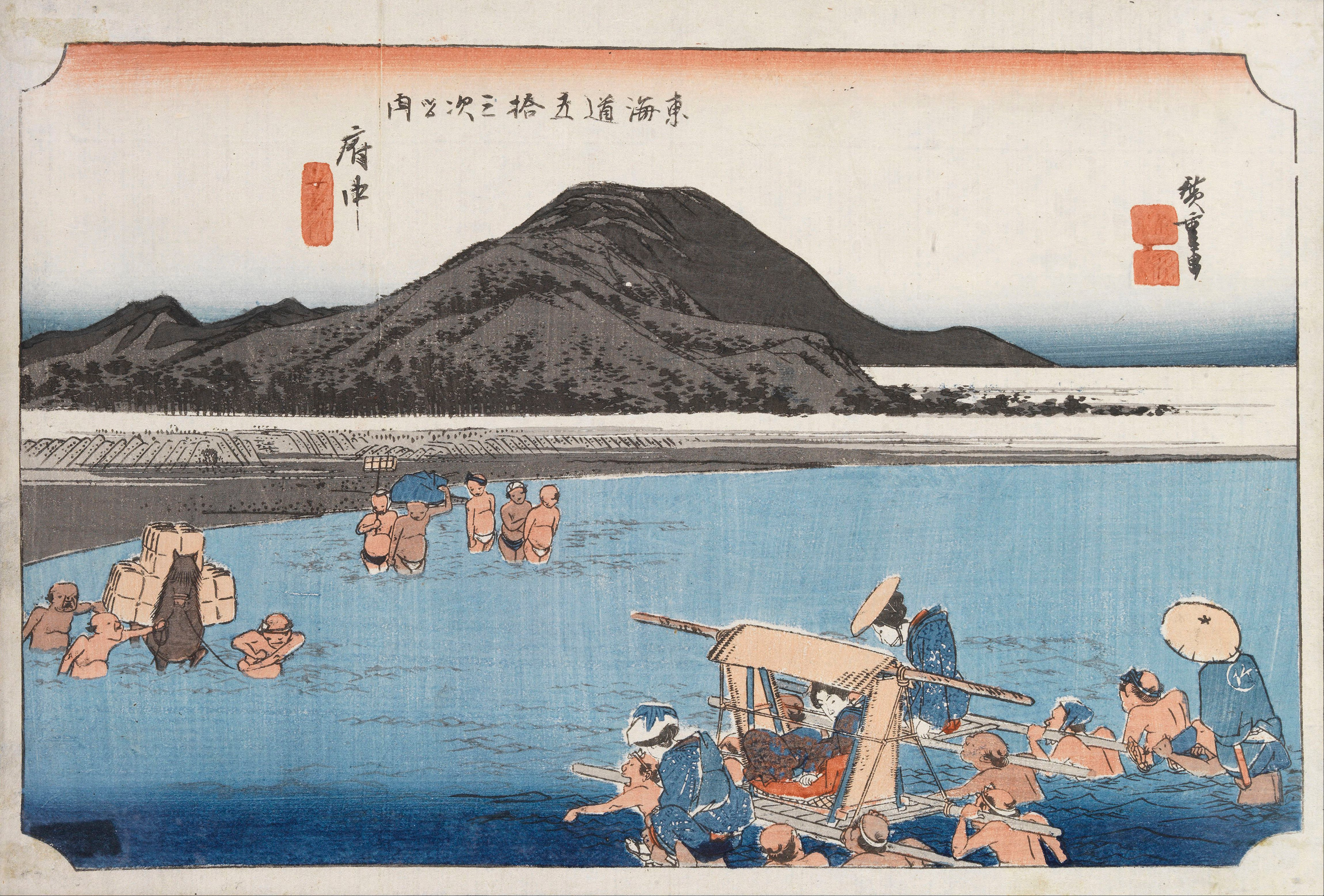
歌川広重 - 東海道五十三次 府中宿
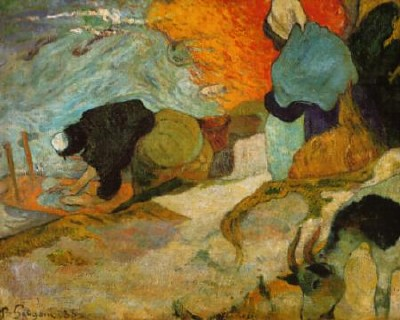
ポール・ゴーギャン- 洗濯する女たち
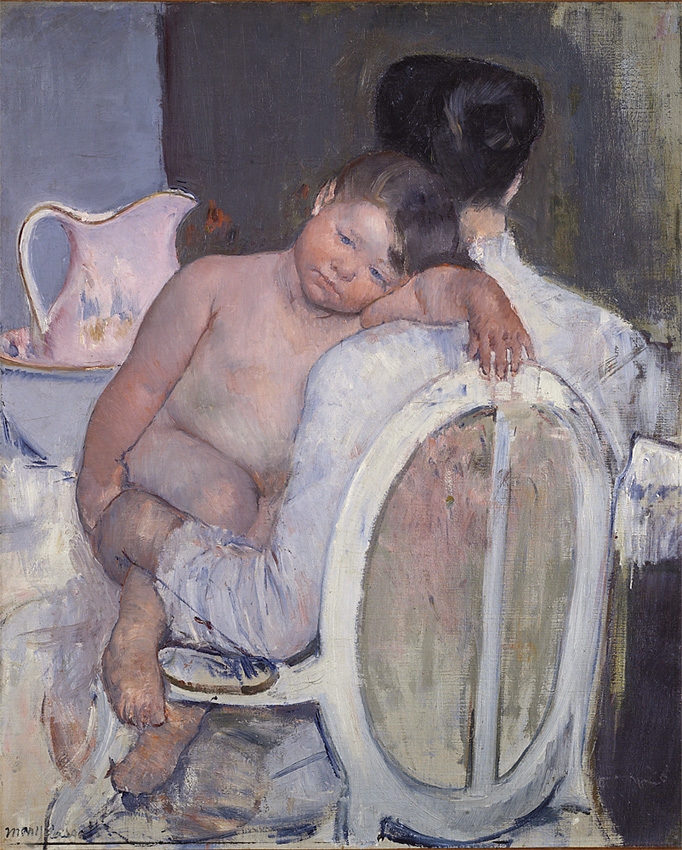
メアリー・カサット -子どもを抱えたまま座る女性

### 現代
- アドルフォ・ギアール: Village Girl with Red Carnation - （1903年）
- イグナシオ・スロアガ: Portrait of Countess Mathieu de Noailles - （1913年）
- ポール・セリュジエ: Synchronie en vert（1913年）
- ホセ・グティエレス・ソラーナ: On the Game - （1915年-1917年）
- ロベール・ドローネー: Nude Woman Reading - （1920年）
- アウレリオ・アルテタ: The Bridge at Burceña - （1925年-1930年）
- オスカル・ドミンゲス: Le Chasseur - （1933年）
- ルイス・フェルナンデス: Head of Dead Bull - （1939年）
- アントニ・タピエス: Great Oval or Painting - （1955年）
- アルベルト・サンチェス: Figures in a Landscape - （1960年-1962年）
- エドゥアルド・チリーダ: Around the Vacuum I - （1964年）
- フランシス・ベーコン: Lying Figure in Mirror - （1971年）
- ホルヘ・オテイサ: Portrait of an armed Gudari (basque soldier) called Odysseus - （1975年）

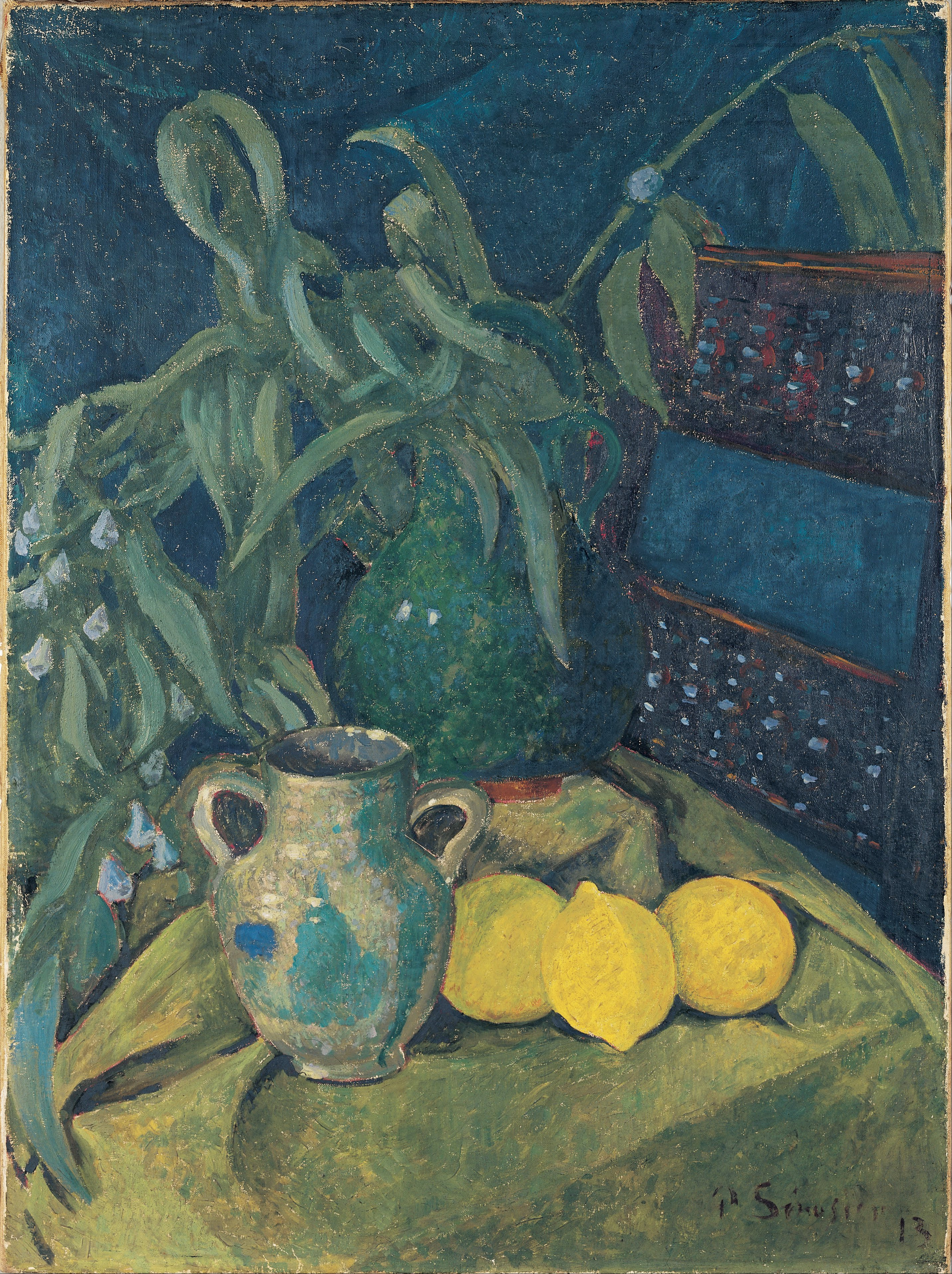
ポール・セリュジエ - Synchronie en vert
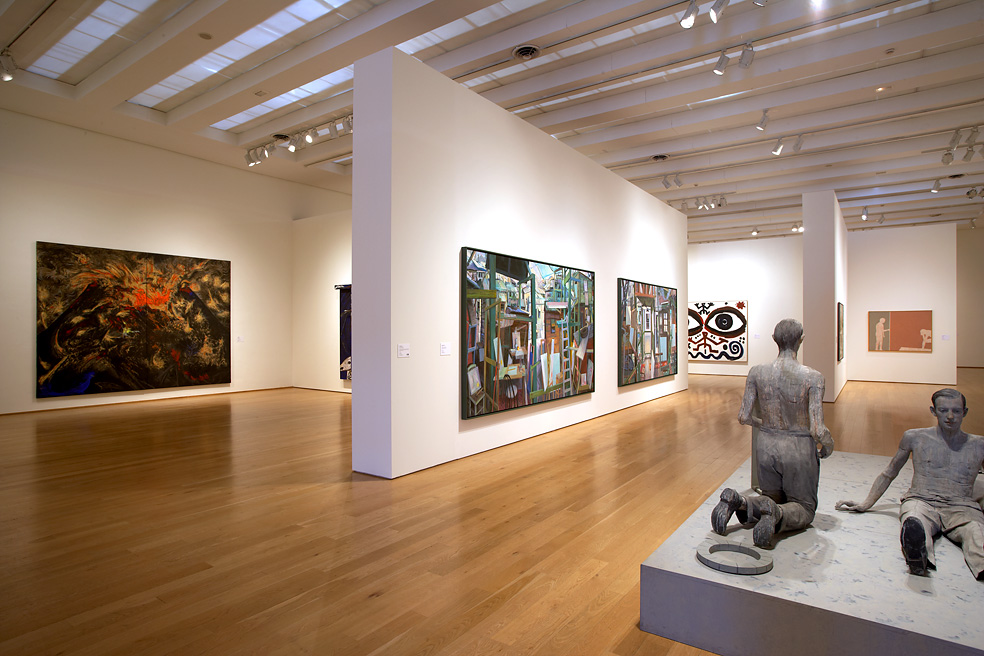
現代作品の展示室内